# Невинський Євген Антонович
Євген Антонович Невинський (27 травня 1973 — 27 липня 2023) — український актор-ляльковод, художник-оформлювач ігрових ляльок, провідний майстер сцени Київського муніципального академічного театру ляльок, професійний художник-конструктор ігрових ляльок, педагог, військовослужбовець ЗСУ. Загинув на фронті під час Російського вторгнення в Україну.

## Життєпис
Народився 27 травня 1973 року в родині інженерів. До гуртка театру лялок (театральна студія «Барвінок») потрапив під час навчання у 2-у класі середньої школи.
Професійно займатися театром ляльок став з 1994 року.
Протягом 30 років виходив на сцену Київського муніципального театру ляльок, де створив низку сценічних образів. Працював конструктором театральних ляльок для київських муніципального та державного театрів ляльок, навчальної сцени Кафедри мистецтва театру ляльок КНУТКіТ ім. Івана Карпенка-Карого, Київської муніципальної академії естрадного та циркового мистецтв. З 2004 по 2016 роки викладав технологію виготовлення театральної ляльки на Кафедрі мистецтва театру ляльок КНУТКіТ ім. Івана Карпенка-Карого.
З початку повномасштабного російського вторгнення пішов добровольцем на фронт. Служив у 118-й окремій механізованій бригаді. Псевдо — «Карабас». 27 липня 2023 року зник на Запорізькому напрямку. Вважався зниклим безвісти. 10 травня 2024 року рідні Євгена повідомили про завершення експертизи, за підсумками якої ДНК підтвердилося — загинув під населеним пунктом Роботине. Прощання відбулося 17 травня 2024 року у Київському муніципальному театрі ляльок.

## Робота в театрі

### Актор
Київський муніципальний академічний театр ляльок
- 1998 — «Маленький Мук» Мирослава Чесала за однойменною казкою Вільгельма Гауффа; реж. Сергій Єфремов
- 1998 — «Ворон» Карло Ґоцці; реж. Сергій Єфремов (вистава — лауреат премії «Київська пектораль» за 1998 год)[8]
- 2017, 16 вересня — «Алі-Баба» мюзикл Веніаміна Смєхова на музику Володимира Бистрякова; реж. Михайло Урицький — Касим[9]
- 2018, 3 листопада — «Тілімілітрямдія» Сергія Козлова; реж. Віра Задорожня
- 2021, 15 травня — «Солом'яний Бичок» Савелія Ципіна; реж. Дмитро Драпіковський
- «Казка про музичну ялинку» Дмитра Драпіковського; реж. Дмитро Драпіковський[10]

### Конструктор з виготовлення ляльок
Київський муніципальний академічний театр ляльок
- 2013, 16 травня — «Ніка Турбіна: інформація людству» Ігоря Федірка за біографією Ніки Турбіної; реж. Ігор Федірко, худ. Катерина Діжевська (з 2013-го — у Навчальному театрі «Арлекін», з 2016-го — Київський муніципальний академічний театр ляльок)[11]

Київський академічний театр ляльок
- 2017, 24 червня — «Бременськi музиканти» Василя Лiванова, Юрiя Ентiна, Геннадiя Гладкова; реж. Леонiд Попов[ru], худ. Микола Данько[12]
- 2020, 15 серпня — «Зубата втрата» Катерини Лук'яненко; реж. Катерина Лук'яненко, худ. Дар'я Волокушина[13]

## Пам'ять
Розповіддю про Євгена Невинського розпочала рубрику «Вони тримають не ляльку, а небо» «UNIMA — Україна» — проєкт вийшов до другої річниці вторгнення Росії в Україну, і який розповідає про лялькарів, які змінили служіння театру на службу у Збройних силах України.